# بيوتر ريس
بيوتر ريس (بالبولندية: Piotr Reiss)‏ هو لاعب كرة قدم بولندي في مركز الهجوم، ولد في 20 يونيو 1972 في بوزنان في بولندا. شارك مع منتخب بولندا لكرة القدم. أما مع النوادي، فقد لعب مع غرويتر فورت ولخ بوزنان ونادي دويسبورغ ونادي هرتا برلين.

## وصلات خارجية
- بيوتر ريس على موقع قاعدة بيانات كرة القدم.إي يو (الإنجليزية)
- بيوتر ريس على موقع ناشيونال فوتبول تيمز (الإنجليزية)